# Eremocosta acuitlapanensis
Eremocosta acuitlapanensis är en spindeldjursart som först beskrevs av Vázquez och Gaviño-Rojas 2000.  Eremocosta acuitlapanensis ingår i släktet Eremocosta och familjen Eremobatidae. Inga underarter finns listade i Catalogue of Life.